# 郭社荣
郭社荣（1961年8月—），陕西勉县人，汉族，中华人民共和国政治人物。1983年1月加入中国共产党，1983年8月参加工作，在职研究生学历，农学学士。第十二届全国人民代表大会陕西地区代表。

## 生平
早年毕业于西北农学院农学专业，毕业后担任中共石泉县委组织部干事。1985年起长期在宝鸡市渭滨区工作，历任渭滨区石坝河乡党委干事、副书记、乡长；中共渭滨区委组织部副部长，部长，区委副书记，区长，区委书记兼区人大常委会主任，宝鸡高新技产业开发区管委会主任、党组书记，宝鸡市政府党组成员、市长助理等职。2005年11月，获任中共宝鸡市委常委。2006年11月任宝鸡市副市长，2007年8月任常务副市长。2008年9月，出任中共宝鸡市委副书记。2011年2月，调任国家杨凌农业高新技术产业示范区党工委副书记、管委会常务副主任（正厅级），2013年7月升任党工委书记。2018年3月，任陕西省民政厅厅长。
2013年，担任全国人大代表，任期5年。